# Gelbliches Filzkraut
Das Gelbliche Filzkraut (Filago lutescens) ist eine Pflanzenart aus der Gattung der Filzkräuter (Filago) in der Unterfamilie Asteroideae innerhalb der Familie der Korbblütler (Asteraceae).

## Beschreibung

### Vegetative Merkmale
Das Gelbliche Filzkraut wächst als einjährige oder einjährig überwinternde krautige Pflanze, die Wuchshöhen von 5 bis 30 Zentimetern erreicht. Die oberirdischen Pflanzenteile sind gelbgrau-filzig behaart.

### Generative Merkmale
Die Blütezeit reicht von Juni/Juli bis September. Die dicht wollig behaarten, mittleren Hüllblätter tragen bis zum Beginn der Fruchtreife eine tiefrote Grannenspitze. Die Blüten erscheinen in Knäueln von 10–25 Körben.
Es werden Achänen mit Pappus gebildet.

## Ökologie

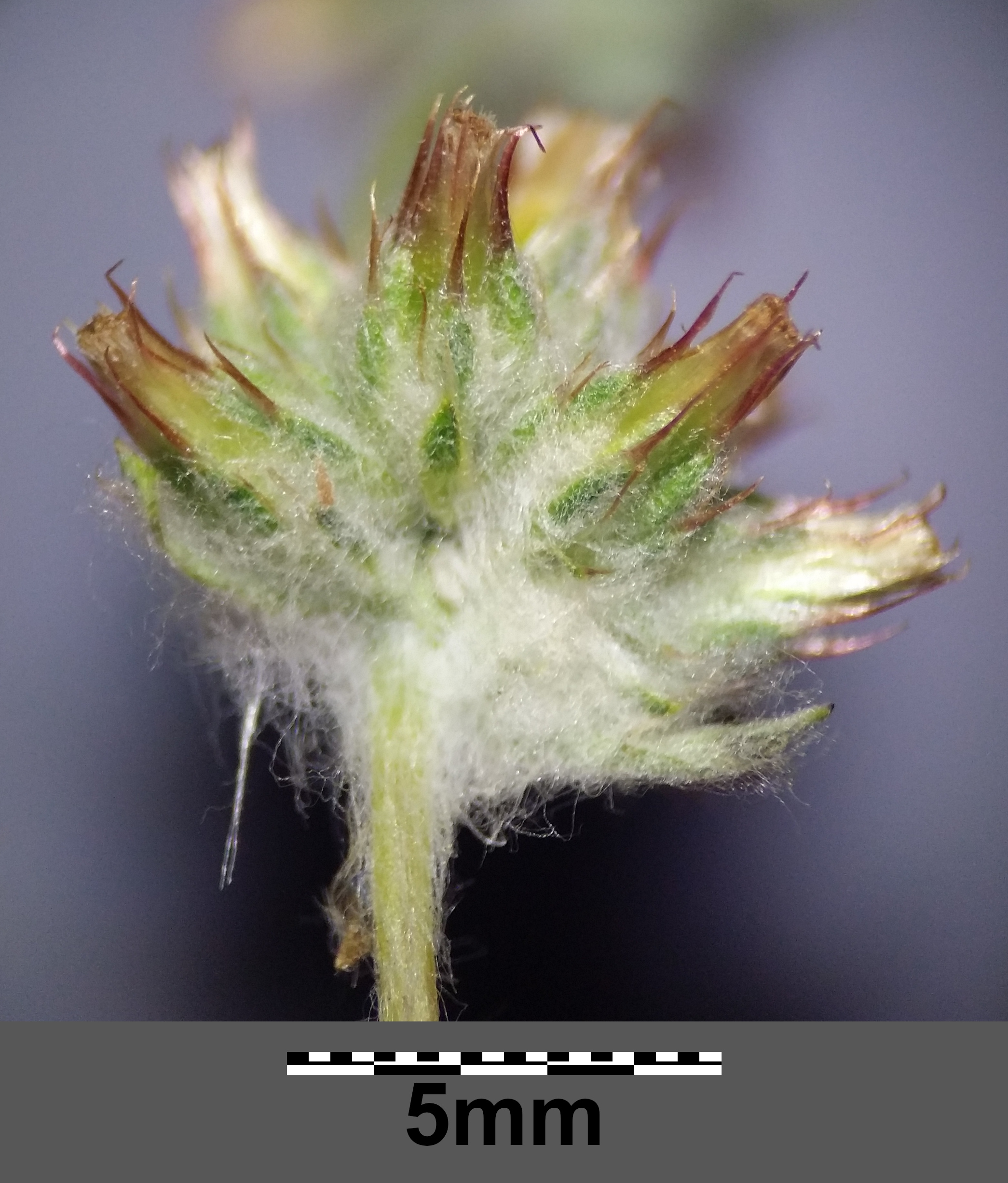
Tiefrote Grannenspitzen an den Hüllblättern des Gelblichen Filzkrautes

Beim Gelblichen Filzkraut handelt es sich um einen Therophyten.

## Vorkommen und Schutz
Das globale Verbreitungsgebiet des Gelblichen Filzkrautes erstreckt sich von Mittel- und Südeuropa bis ins nördliche Afrika.
Es besiedelt Sandtrockenrasen, trockne, sandige bis kiesige Ruderalflächen und Brachen, ist kalkmeidend und bevorzugt die kollin-montane Höhenstufe.
In der Roten Liste der gefährdeten Arten nach Metzing et al. 2018 ist das Gelbliche Filzkraut als in Deutschland „selten“ und „stark gefährdet“ (Kategorie 2) aufgeführt. In der Schweiz ist Filago lutescens für das Staatsgebiet als CR = „Critically Endangered“ = „vom Aussterben bedroht“ eingestuft und in den Kantonen Genf und Tessin „vollständig geschützt“.

## Systematik
Die Erstveröffentlichung von Filago lutescens erfolgte 1846 durch Claude Thomas Alexis Jordan in Observations sur plusieurs plantes nouvelles rares ou critiques de la France, troisième fragment, S. 201.